# İlhan
İlhan ist ein türkischer männlicher Vorname und stellt die türkische Form von Ilkhan bzw. Ilchan dar. Der Name kommt außerhalb der Türkei  in der Schreibweise Ilhan auch als weiblicher Vorname sowie als Familienname vor.

## Namensträger

### Männlicher Vorname
- İlhan Atasoy (* 1970), türkisch-deutscher Kabarettist und Satiriker
- İlhan Berk (1918–2008), türkischer Dichter und Essayist
- İlhan Cihaner (* 1968), türkischer Oberstaatsanwalt
- İlhan Eker (* 1983), türkischer Fußballspieler
- İlhan Erdost (1944–1980), türkischer Verleger und Opfer des Militärs
- Muzaffer İlhan Erdost (1932–2020), türkischer Schriftsteller und Verleger
- İlhan Erşahin (* 1965), schwedisch-türkischer Fusionmusiker und Musikproduzent
- İlhan Geliş (1936–2013), türkischer Fußballspieler
- İlhan Güler (* 19**), türkischer Boxer
- İlhan Ilkılıç (* 1967), türkisch-deutscher Mediziner und Fachautor
- İlhan Koman (1921–1986), türkischer Bildhauer
- İlhan Mansız (* 1975), türkischer Schauspieler und Fußballspieler
- İlhan Mimaroğlu (1926–2012), türkisch-amerikanischer Musikjournalist und Komponist
- İlhan Özbay (* 1982), türkischer Fußballspieler
- İlhan Palut (* 1976), türkischer Fußballspieler und -trainer
- İlhan Parlak (* 1987), türkischer Fußballspieler
- İlhan Şahin (* 1980), türkischer Fußballspieler
- İlhan Sancaktar (* 1969), türkischer Fußballspieler
- İlhan Selçuk (1925–2010), türkischer Journalist und Buchautor
- İlhan Ummak (* 1979), türkischer Fußballspieler
- İlhan Usmanbaş (1921–2025), türkischer Komponist

### Weiblicher Vorname
- Ilhan Omar (* 1982), US-amerikanische Politikerin und Aktivistin

### Familienname
- Attilâ İlhan (1925–2005), türkischer Schriftsteller
- Çolpan İlhan (1936–2014), türkische Schauspielerin
- John Ilhan (Mustafa İlhan; 1965–2007), türkisch-australischer Geschäftsmann
- Kaya İlhan (1927–2013), türkische Balletttänzerin
- Marsel İlhan (* 1987), türkischer Tennisspieler
- Müfide İlhan (1911–1996), türkische Politikerin
- Semra Ilhan (* 1978), deutsche Basketballspielerin